# Danablú
Danablú és un formatge amb indicació geogràfica protegida a nivell europeu, originari de Dinamarca. És un formatge lleuger, blau. També conegut com a formatge blau danès, va ser inventat a principis del segle XX per un formatger danès anomenat Marius Boel amb la intenció d'imitar el rocafort. Té un sabor més suau i menys salat.

## Característiques
Aquest formatge és semisuau. La seva forma típica és de tambor o de bloc. L'escorça té un color que va del blanc al groguenc, lleugerament humida i comestible. S'elabora amb llet de vaca. El seu contingut en greix és de 25-30% (50-60% en la matèria seca).
La pasta presenta una textura fàcil de tallar i untar. És de color blanc, amb vetes blaus verds mohosas. Té escassos ulls i presenta forats i esquerdes irregulars de grandària variable i aspecte florit.

## Elaboració
És anyenca, de 8 a 12 setmanes. Abans de guarir-lo, s'usen barres per perforar la quallada que s'ha format, per distribuir la floridura (Penicillium roqueforti) de manera regular per tot el formatge. Els forats encara poden veure's en el producte final quan es curta.
Es recomana que el formatge danablú no es consumeixi fins que no tingui, almenys, sis setmanes de maduració, perquè hagi aconseguit totes les seves característiques. Sovint se serveix esmicolat sobre amanides o com a postres amb fruita.

## Estatus
A Espanya, la norma de qualitat sobre l'elaboració d'aquest formatge era l'Ordre de 29 de novembre de 1975 (BOE de 12 de desembre). No obstant això, va ser registrat com a indicació geogràfica pel Reglament (CE) 1107/96, de la Comissió de 12 de juny, relatiu al registre de les indicacions geogràfiques i de les denominacions d'origen conformement al procediment establert en l'article 17 del Reglament (CEE) 2081/92. En virtut d'això, es va suprimir l'Annex 6 de la norma de 1975 per ordre d'11 d'octubre de 2001, referent al «Danablu».